# Синдиуйский миштекский язык
Синдиуйский миштекский язык (Sindihui Mixtec) — почти исчезнувший миштекский язык, на котором говорят в городе Санта-Мария-Синдиуй муниципалитета Синдиуй на западе и в центре штата Оахака в Мексике. Диалект исчезает, потому что на нём говорят в основном пожилые люди.